# Ventspils
Ventspils (în germană Windau) este un oraș din Letonia. Este unul dintre cele șapte orașe independente ale Letoniei, orașe care au administrație separată de cea a raionului înconjurător. Are o populație de 43.806 locuitori. Este situat în regiunea istorică Curland, a Letoniei, localizat pe râul Venta, la vărsarea acestuia în Marea Baltică și are un port care nu îngheață niciodată pe parcursul anului. Denumirea orașului înseamnă literalmente Castelul de pe Venta, cu referire la răul care-l străbate. Orașul a fost fondat și locuit de germanii baltici.

## Istorie

### Fondare, Hansa
Ventspils s-a dezvoltat în jurul Castelului Ordinului Livonian, de pe malurile râului Venta. A fost întemeiat în 1314, devenind un important oraș mercantil al cunoscutei organizații comerciale a Ligii Hanseatice.
Ca parte a Ducatului de Courland, Ventspils a înflorit într-un centru de construcție al navelor maritime. Un număr contabilizat de 44 de vase de război și 79 de vase de comerț au fost construite în oraș, loc din care a plecat flota Ducelui Curlandei să colonizeze Gambia și Tobago. Metalele, chihlimbarul și magazinele de prelucrare a lemnului au devenit, de asemenea, importante pentru dezvoltarea orașului.

### După ciumă, Imperiul Rus
În timpul războiului Polonezo-Suedez și a Marelui Război Nordic, Ventspils a fost distrus, și, în 1711 o boală (foarte probabil ciumă) a dus la pieirea majorității locuitorilor. Ventspils a căzut sub controlul Imperiului Rus și creșterea sa a fost de fapt oprită.
Abia în jurul anului 1850 comerțul maritim și construcția de nave a redevenit importantă. Portul a fost modernizat în 1890 și a devenit conectat cu Moscova printr-o cale ferată. A devenit unul din cele mai profitabile porturi ale Imperiului Rus, aducând, până în anul 1913 un profit anual de 130 de milioane de ruble. Populația a crescut de asemenea, de la circa 7.000 de locuitori, în 1897 la aproximativ 29.000 în 1913.
În timpul ocupației germane, din perioada 1915 - 1919, populația orașului aproape s-a înjumătățit.

### Armata Roșie, URSS
În 1939, Armata Roșie și-a stabilit o bază în Ventspils. Sub conducerea sovietică, o conductă de petrol a fost construită spre Ventspils, acesta devenind cel mai mare port folosit în exportul de țiței. La 30 de km nord de Ventspils se află ex-sovieticul centru de radioastronomie VSRAC (lv  Ventspils Starptautiskais Radioastronomijas Centrs sau Centrul Internațional de Radioastronomie Ventspils). Existența sa a fost necunoscută populației largi până în anul 1994.

### După declararea Independenței Letoniei
După obținerea independenței, Guvernul Letoniei a început un proces de atragere a investiterilor și investițiilor, simultan cu unul de recondiționare al orașului vechi, de înfrumusețare generală, pentru a face orașul mai atractiv pentru turiști.
În anul 2004, Ventspils a fost orașul gazdă pentru un exercițiu multi-național, denumit Operațiuni Baltice XXXIII (BALTOPS), la care au luat parte militari din Statele Unite ale Americii, Regatul Unit, Polonia, Suedia, Rusia, Letonia, Danemarca, Finlanda, Norvegia și republicele baltice. Forțele maritime au fost conduse de crucișătorul USS Anzio și distrugătorul USS Cole. Vasele marine americane au fost primele din Statele Unite care au visitat portul leton de la declararea independenței statului baltic.

## Economie

### Ventspils ca lider economic
O caracteristică a localității este acea a înaltului nivel de dezvoltare comparativ cu restul țării. În acest moment, indicatorii de șomaj și cei de venit sugerează că Ventspils a creat un mediu favorabil pentru dezvoltarea mediului economic.
Produsul Intern Brut (PIB), făcând referire la valoarea de piață a tuturor bunurilor și serviciilor produce de sectorul public și privat este considerat principalul indice economic de creștere. Începând cu anul 2008 PIB-ul pe localități nu mai este calculat, prin urmare acesta poate fi analizat doar până în anul 2007. 
În 2007, PIB-ul orașului port a fost calculat la 327.87 miliarde Lats (creștere de 7.9% față de anul 2006). Nivelul PIB-ului a fost situat la 7,530 LVL (cu 16% mai mare decât PIB-ul mediu al țării) și 51% mai ridicat decât nivelul PIB al regiunii Courland (4,979 LVL). Dintre orașe Ventspils s-a situat pe locul doi, după Riga (LVL 11,163).
Alți indicatori economici de creștere sunt investițiile non-financiare și indexul comparativ. Asemenea PIB-ului, acești indicatori au fost calculați doar până în anul 2007 la nivel de orașe. Investițiile non-financiare din Ventspils în anul 2006 au valorat 155.4 milioane de Lats, iar in 2007 de 149,2 milioane de Lats (Biroul Central de Statistică din Letonia (CSP), Statistici despre indicatorii de bază a structurii mediului de afaceri, Latvia 2009). Investițiile non-financiare din Ventspils au fost cele mai mari din Letonia, la nivel de orașe. (Agenția Naționala de Dezvoltare Regionala, Dezvoltarea Regională în Letonia. Letonia 2009).
În 2009, Ventspils avea înregistrate aproximativ 2000 de companii de afaceri, din care 1083 erau active. Pe parcurusul ultimilor ani, acivitățile economice ale locuitorilor și numărul de companii active au crescut. Astfel în anul 2004 erau înregistrate doar 890.

### Diversificarea economiei locale
Pentru o lungă perioadă de timp exista o singură ramură economică în Ventspils, între timp situația s-a schimbat. Ținând cont de locația geografică și de beneficiul de a avea un port care nu îngheață deloc pe parcursul anului, principala activitate o reprezintă în continuare transportul maritim (prin valoarea adăugată și prin numărul de angajați). Cu toate acestea, procentul din veniturile totale a scăzut, în ultima decadă, crescând procentul veniturilor din industria de produse și a sectorului de servicii. În acest moment localitatea poate fi considerată ca având mai multe activități de bază.
În ciuda unei descreșteri a ratei industriei de transport și de comunicare, acesta este în continuare domeniul dominant în Ventspils, reprezentat de companii cunoscute, precum SIA "Ventspils naftas terminals", AS "Ventbunkers", AS "Ventamonjaks serviss", AS "Ventspils Tirdzniecibas osta", AS "Kalija parks", etc. Este responsabilă pentru un porcent semnificativ de angajați (22,5% din totalul de angajați din oraș), precum și un procent ridicat din taxele provenite, 59% din totalul de taxe colectate.
Al doilea cel mai mare domeniu este industria de constructii, reprezentand 13,5% din numarul de angajati si colectand 15.6% din taxe.

### Industria confecțiilor
Un sector aflat într-o continuă creștere este industria de confectii. Potrivit unor informatii oferite de CSP, numarul persoanelor angajate in confectii a crescut de la 1500 in 2003 la 2000 in 2009. Procentul reprezinta 12% din totalul de persoane angajate. Alte ramuri ale industriei usoare sunt industria alimentara, industria de produse tehnologice (hardware) și industria de mobilă.
De asemenea, turismul joacă un rol important in economia orasului. Angajeaza 14.8 % din totalul persoanelor active. Numarul de unitati de cazare și calitatea serviciilor din oras continua sa creasca. În 2010, existau 52 de unitati de cazare în Ventspils, cu un total de 1703 paturi. Noi companii de catering sunt inregistrate anual in registrul comertului. In 2010 existau 95 de locuri (cafenele, restaurante, etc) care ofereau servicii de catering. In fiecare an, Consiliul Local prezinta un premiu pentru "Cea mai buna companie de catering din Ventspils".

## Demografie
La inceputul anului 2011, populatia oficiala era de 42 509 (din care 54,3 % erau femei)
66% din populatie e cuprinsa intre 15-62 de ani, 13,9 % are sub 14 ani, iar 20,1 % peste 62 de ani.
Structura etnica se prezinta astfel: 55% letoni, 28.9% rusi,  4,7% ucrainieni, 4,5% bielorusi, 1.1% polonezi, 0,9% lituanieni, 4,9% alte etnii.

## Localnici notabili
- Dzintars Ābiķis (n. 1952) — politician
- Dorothy Dworkin (1889 - 1976) — cadru medical, antreprenoare, filantropistă
- Gatis Gūts (n. 1976) — pilot de bob
- Ingus Janevics (n. 1986) — alergător / sportiv de mers rapid
- Fricis Kaņeps (1916 – 1981) — fotbalist
- Rebeka Koha (n. 1998) — halterofil olimpic
- Ģirts Valdis Kristovskis (n. 1962) — politician
- Sandis Prūsis (n. 1965) — pilot de bob
- Ēriks Rags (n. 1975) — aruncător de suliță
- Imant Raminsh (n. 1943) — compozitor, muzician
- Fred Rebell (1886 – 1968) — navigator solitar
- Francis Rudolph (1921 – 2005) — pictor
- Gundars Vētra (n. 1967) — baschetbalist

## Localități înfrățite[2]
- Västervik, Suedia
- Stralsund, Germania
- Lorient, Franța
- Polatsk și Navapolatsk, Belarus
- Ningbo, China